# Hălmagiu
Hălmagiu é uma comuna romena localizada no distrito de Arad, na região histórica da Transilvânia. A comuna possui uma área de 84.00 km² e sua população era de 3337 habitantes segundo o censo de 2007.